# Крутий Яр (Куйбишевський район)
Крути́й Яр (рос. Крутой Яр) — хутір у Куйбишевському районі Ростовської області Росії. Входить до складу Кринично-Лузького сільського поселення.

## Географія
Географічні координати: 47°44' пн. ш. 39°14' сх. д. Часовий пояс — UTC+4.
Хутір Крутий Яр розташований на південному схилі Донецького кряжу. Відстань до районного центру — 24 км. Через хутір протікає річка Ліве Тузлове.

### Урбаноніми
- вулиці — Берегова[2].

## Населення
За даними перепису населення 2010 року на території хутора проживала 1 особа.